# Jordanoleiopus fuscosignatus
Jordanoleiopus fuscosignatus là một loài bọ cánh cứng trong họ Cerambycidae.